# Sainte-Suzanne (Haïti)
Sainte-Suzanne (Haïtiaans-Creools: Sent Sizàn) is een gemeente in Haïti met 28.000 inwoners. 
De plaats ligt op de Plaine du Nord, 24 km ten zuidoosten van de stad Cap-Haïtien. De gemeente maakt deel uit van het arrondissement Trou-du-Nord in het departement Nord-Est.
Er wordt cacao, citrusvruchten en koffie verbouwd. Verder vindt er industriële verwerking van koffie plaats.

## Indeling
De gemeente bestaat uit de volgende sections communales:
| Nr. | Naam       | Km²   | Inw.2015 |
| --- | ---------- | ----- | -------- |
| 1   | Foulon     | 15,33 | 3.213    |
| 2   | Bois Blanc | 13,89 | 3.320    |
| 3   | Cotelette  | 21,75 | 2.793    |
| 4   | Sarazin    | 8,73  | 4.216    |
| 5   | Moka Neuf  | 32,30 | 4.925    |
| 6   | Fond Bleu  | 35,91 | 9.564    |